# Coöperatieve vennootschap
De coöperatieve vennootschap (cv) of samenwerkende vennootschap is in België een coöperatie in vennootschapsvom. Sinds de invoering van het Wetboek van Vennootschappen en Verenigingen in 2019 is de wetgeving rond de cv grondig gewijzigd.

## Wezenskenmerken
- Aan basis van een cv ligt de "coöperatieve gedachte": het samenbrengen van mensen en kapitaal ter verwezenlijking van een sociale doelstelling. De vennootschapsvorm kan echter ook gebruikt worden door gewone commerciële vennootschappen.
- De cv moet worden opgericht door een notariële akte en publicatie van de statuten in het Belgisch Staatsblad.
- De cv heeft rechtspersoonlijkheid.
- De aansprakelijkheid van de vennoten is beperkt tot hun inbreng.
- De cv heeft minimaal drie vennoten. Het aantal vennoten en het kapitaal zijn echter veranderlijk.
- Er is geen minimumkapitaal, het wetboek spreekt over een toereikend aanvangsvermogen.
- Het in- en uittreden van vennoten is vrij, maar de aandelen zijn enkel overdraagbaar aan de vennootschap zelf. Uittreden kan meestal slechts tijdens de eerste zes maanden van het jaar.
- Het bestuur gebeurt door een of meer zaakvoerders, al dan niet vennoten. Hun benoeming gebeurt voor bepaalde of onbepaalde duur.
- De cv moet verplicht een dubbele boekhouding voeren.

## Erkende coöperaties
Omdat de statutaire invulling van een coöperatieve vennootschap door de wetgever zeer flexibel is gelaten, werkt niet elke coöperatieve vennootschap volgens coöperatieve principes, zijnde democratisch, solidair en transparant. Coöperaties die coöperatieve principes statutair vastleggen, kunnen een erkenning krijgen door de Nationale Raad voor de Coöperatie. Erkende coöperaties krijgen een aantal voordelen, zoals een meer uitgebreide vrijstelling van financiële controle bij emissies van aandelen en het sociale stelsel van werknemer voor de dagelijks bestuurders.

## Oude vormen
Voor de inwerkingtreding van het Wetboek van Vennootschappen en Verenigingen, waren er drie vormen mogelijk. Enkel de cvba bleef verder bestaan in wat nu de coöperatieve vennootschap (cv) is.

### cvoa
De coöperatieve vennootschap met onbeperkte en hoofdelijke aansprakelijkheid (cvoha, later cvoa) had een onbeperkt aantal vennoten die hoofdelijk aansprakelijk waren. De cvoa kon opgericht worden met een onderhandse akte en zonder minimumkapitaal.

### cvba
De coöperatieve vennootschap met beperkte aansprakelijkheid (cvba) was vergelijkbaar met een bvba, behalve dat de overdracht van deelbewijzen en het in- en uittreden van vennoten vlotter kon. De oprichting moest verplicht met een authentieke akte. Het vaste gedeelte van het kapitaal moest minimaal € 18 550,00 zijn.

### cvso
De coöperatieve met sociaal oogmerk was een vennootschap die geen of een beperkt vermogensvoordeel nastreefde. Het voordeel was dat het minimumkapitaal slechts € 6 150,00 hoefde  te bedragen.

## Bekende coöperatieve vennootschappen
- Uitgeverij Acco
- Cera cv
- Ecopower
- Milcobel